# Kokona
Kokona è una città della Repubblica Federale della Nigeria appartenente allo Stato di Nassarawa. È capoluogo dell'omonima area a governo locale (local government area) che si estende su una superficie di 1.844 km² e conta una popolazione di 109.749 abitanti.